# Gran Premio Miguel Induráin 2011
El XIII Gran Premio Miguel Induráin (XLIII Trofeo Comunidad Foral de Navarra y VII Trofeo Ayuntamiento de Estella-Lizarra) fue una carrera ciclista que se disputó el sábado 2 de abril de 2011, sobre un trazado de 179,3 kilómetros. Dicho trazado consistía en un circuito por las inmediaciones de Estella con inicio, varios pasos y final en dicha localidad.
La prueba perteneció al UCI Europe Tour de los Circuitos Continentales UCI, dentro de la máxima categoría 1.HC.
Participaron 14 equipos. Los 2 equipos españoles de categoría UCI ProTeam (Euskaltel-Euskadi y Movistar Team); los 3 de categoría Profesional Continental (Geox-TMC, Andalucía Caja Granada y Caja Rural); y los 2 de categoría Continental (Orbea Continental y Burgos 2016-Castilla y León). En cuanto a representación extranjera, estuvieron 7 equipos: los ProTeam del Team Katusha, Team Garmin-Cervélo,  Liquigas-Cannondale, Ag2r La Mondiale y Leopard-Trek; y los Profesionales Continentales del FDJ y Colombia es Pasión-Café de Colombia. Formando en principio un pelotón de 127 ciclistas aunque finalmente fueron 126 tras la baja de última hora de Ivan Basso (Liquigas-Cannondale), con 10 corredores cada equipo español y el Colombia es Pasión-Café de Colombia y 8 el resto de equipos (excepto el mencionado Liquigas-Cannondale que salió con 7), de los que acabaron 68.
El ganador final fue Samuel Sánchez tras responder en la cota final un ataque de Aleksandr Kolobnev, que fue segundo. Tercero fue Fabian Wegmann tras encabezar un pequeño grupo perseguidor.
En las clasificaciones secundarias se impusieron David Belda (montaña), Pablo Lastras (metas volantes), Peter Stetina (sprints especiales), Movistar (equipos) y Gorka Verdugo (navarros).

## Clasificación final
| \| Posición \| Ciclista \| Equipo \| Tiempo \| \| -------- \| ------------------- \| ----------------------------------- \| ---------- \| \| 1. \| Samuel Sánchez \| Euskaltel-Euskadi \| 4h 42' 47" \| \| 2. \| Alexandr Kolobnev \| Katusha \| + 2" \| \| 3. \| Fabian Wegmann \| Leopard-Trek \| + 7" \| \| 4. \| Ryder Hesjedal \| Garmin-Cervélo \| m.t. \| \| 5. \| Ángel Madrazo \| Movistar \| m.t. \| \| 6. \| Robinson Chalapud \| Colombia es Pasión-Café de Colombia \| m.t. \| \| 7. \| Javier Moreno \| Caja Rural \| m.t. \| \| 8. \| Christophe Le Mevel \| Garmin-Cervélo \| m.t. \| \| 9. \| Joaquim Rodríguez \| Katusha \| + 13" \| \| 10. \| Rinaldo Nocentini \| Ag2r La Mondiale \| + 16" \| |                     |                                     |            |
| Posición | Ciclista            | Equipo                              | Tiempo     |
| 1. | Samuel Sánchez      | Euskaltel-Euskadi                   | 4h 42' 47" |
| 2. | Alexandr Kolobnev   | Katusha                             | + 2"       |
| 3. | Fabian Wegmann      | Leopard-Trek                        | + 7"       |
| 4. | Ryder Hesjedal      | Garmin-Cervélo                      | m.t.       |
| 5. | Ángel Madrazo       | Movistar                            | m.t.       |
| 6. | Robinson Chalapud   | Colombia es Pasión-Café de Colombia | m.t.       |
| 7. | Javier Moreno       | Caja Rural                          | m.t.       |
| 8. | Christophe Le Mevel | Garmin-Cervélo                      | m.t.       |
| 9. | Joaquim Rodríguez   | Katusha                             | + 13"      |
| 10. | Rinaldo Nocentini   | Ag2r La Mondiale                    | + 16"      |